# Bostrychia rara
El ibis manchado (Bostrychia rara) es una especie de ave en la familia Threskiornithidae. Es un ave limícola que habita en zonas boscosas pantanosas y que se lo encuentra en regiones tropicales. Su preferencia por los bosque húmedos densos en la zona tropical africana hace que rara vez puede ser avistado y es vulnerable a la desforestación.

## Taxonomía
A veces ha sido emplazado en el género Lampribis junto con el Ibis olivaceo. No se reconocen subespecies.

## Descripción
Mide aproximadamente 47 cm de longitud. La envergadura de sus alas es de 27-29 cm y su pico mide  entre 11-13 cm. Es un ibis principalmente de color pardo oscuro o grisáceo con unos característicos parches metalizados en colores azulados o verdosos sobre las alas. La parte del cuello y el pecho está cubierto de manchas más claras que le dan nombre a la especie. Posee una zona sin plumas en la cara con una llamativa piel de color azul, más visible en los machos que en las hembras.  Patas y pico son de color negruzco y en la parte superior del pico presenta una mancha roja. Tienen una cresta en la parte posterior del cuello y una mancha blancuzca que separa la cara del cuello. Los juveniles son de colores más apagados, y su cresta es más corta.

## Distribución y hábitat
Este ave se distribuye principalmente por tres zonas del África ecuatorial: una zona que discurre entre Guinea, Liberia y Sierra Leona; otra zona en Ghana; y la zona mayor en África Central desde Camerún hacia el sur hasta el norte de Angola y profundizando en el continente abarcando gran parte de República Democrática del Congo. Si bien se la encuentra en un territorio muy extenso no es una especie común y se la considera rara.
Su hábitat natural son principalmente bosques tropicales de llanura siempre cercanos a arroyos, lagunas, humedales y otras masas de agua.

## Comportamiento
El ibis manchado es una ave difícil de observar ya que son aves solitarias y silenciosas. Cuando son molestadas huyen hacia alguna rama alta donde posarse y permanecen en silencio. Es un ave sedentaria que normalmente permanece siempre en la misma zona. Utiliza los mismos árboles como sitios de descanso durante todo el año. Es principalmente activo durante el día aunque puede merodear por la noche cuando hay luna llena.
Es una especie carnívora que se alimenta de escarabajos, larvas, caracoles y gusanos que encuentra rebuscando entre el barro de pantanos y las orillas de ríos y arroyos. Normalmente busca alimento en solitario, en parejas o en grupos reducidos.
Este ibis se puede reproducir en cualquier época del año aunque es más probable que lo haga coincidiendo con la estación de lluvias y que sea más raro que lo haga con la estación seca. Los nidos se sitúan a 1-6 m sobre el suelo o por encima del agua, y comprenden una plataforma circular en forma de canasta y se construyen sobre varias ramas que lo sustentan. Generalmente se ponen dos huevos. La especie anida en parejas solitarias. La incubación dura alrededor de 20 días y los polluelos será independientes 40 días después de nacer.

## Conservación
Está clasificada por la UICN como preocupación menor debido a la amplitud de su zona de distribución a pesar de que la población tiene tendencia decreciente. Las mayores amenazas a las que se enfrenta son el deterioro y fragmentación de su hábitat que está provocando la destrucción del bosque tropical donde vive. Otro peligro es la caza indiscriminada de esta especie.